# Peribessene
Peribessene, Perabessene (em egípcio: Prjbsn), ainda chamado As-Peribessene, As-Perabessene (em egípcio: Aš-Prjbsn), Sete-Peribessene ou Sete-Perabessene é o nome sereque de um faraó que reinou durante a II dinastia (c. 2890–2686 a.C.).  Sua posição cronológica dentro desta dinastia é desconhecida e é contestado quem governou antes e depois dele. A duração de seu reinado também é desconhecida. Sua tumba foi achada em 1898 em Abidos. Foi bem preservado e mostrou traços de restauração realizados durante os períodos dinásticos posteriores.

## Evidência arqueológica
O sereque de Peribessene foi achado prensado em selos feitos de barro e lama e inscrições em vasos de alabastro, arenito, pórfiro e xisto preto escavados em seu túmulo e num sítio em Elefantina. Além desses, um selo de argila com seu nome foi encontrado dentro da mastaba K1 em Beite Calafe.
Duas grandes estelas de granito foram encontradas em seu sepulcro. Sua forma é incomum e parecem inacabadas e ásperas. Os egiptólogos suspeitam que isso tenha sido feito deliberadamente, mas as razões são desconhecidas. Um selo cilíndrico de proveniência incerta mostra o nome Peribessene dentro dum cartucho e dá o epíteto Meri-netjeru ("amado dos deuses"). O arranjo leva egiptólogos e arqueólogos a concluir que o selo foi sido criado mais tarde, in memoriam, pois o uso de cartuchos reais começou muito depois do reinado de Peribessene. Outro selo do mesmo material mostra o nome sem cartela, mas com o título real Nessute-Biti ("rei do Alto e Baixo Egito").
As visões céticas existentes sobre a existência de Peribessene são baseadas nas listas reais raméssidas, como a Lista Real de Abidos, a Tabuleta de Sacará e o Cânone de Turim, que omitem seu nome. Elas, porém, foram criadas quase 1 500 anos após sua morte. Foram achadas várias tumbas de sacerdotes da IV dinastia que executavam seu culto funerário e nas quais seu nome é citado corretamente. Sua existência indica que era visto como faraó legítimo, não sujeito a damnatio memoriae tal como Aquenatom mais tarde. Historiadores e egiptólogos, assim, consideram a possibilidade de que o nome tenha sido de fato esquecido ao longo do tempo ou que seu nome tenha sido preservado de forma distorcida e com erros de ortografia.

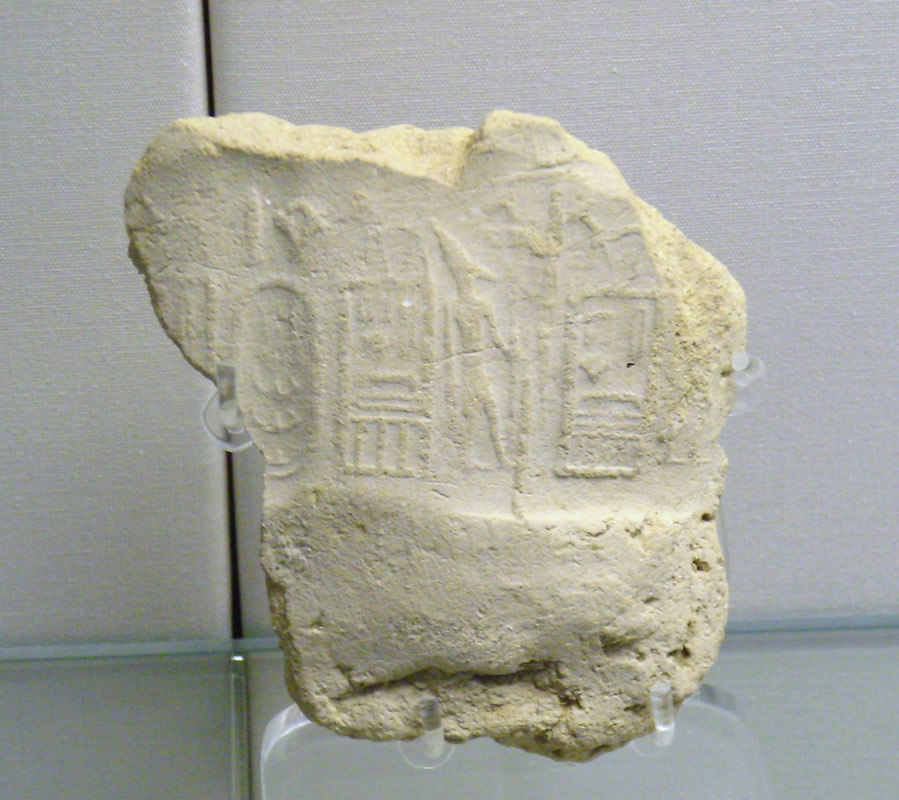
Impressão de seu selo

## Nome
O nome real de Peribessene gera debate entre os egiptólogos, pois está mais ligado à divindade Sete do que a Hórus, como era tradicional no nome do faraó. Tradicionalmente, o nome de Hórus era escrito dentro de um sereque: a imagem da fachada do palácio real sob um falcão representando Hórus. Em vez disso, escolheu ter o animal Sete, que representa o deus, em seu sereque. Embora seja o único faraó conhecido a ter tal animal presidindo sozinho seu sereque, não é o único a se associar ao deus, como Sete da XIII dinastia (1795–após 1650 a.C.), os Seti I (r. 1294–1279 a.C.) e Seti II (r. 1200–1194 a.C.) da XIX dinastia e Setenaquete (r. 1186–1184 a.C.) da XX dinastia.
O debate continua sobre por que Peribessene escolheu tal nome. Teorias alegavam de que o Egito foi dividido em dois reinos durante seu tempo ou que era um herege que procurava iniciar uma nova religião monoteísta com Sete como o deus único. Contudo, evidências e avaliações mais recentes tendem a mostrar que o reino estava unificado, mas passou por reforma vasta e profunda durante a II dinastia. Impressões de selos das tumbas desta época revelam grandes mudanças em títulos mantidos por altos funcionários, apontando à redução de seu poder. Já outras impressões indicam que várias divindades eram adoradas sob Peribessene, refutando a teoria do monoteísmo, e que a gramática foi aperfeiçoada à época, com as primeiras impressões de selos com frases completas sendo atestadas. Assim, seu reinado foi de fato um tempo de avanço cultural e religioso.

Sete (animal) e Rá (disco solar) em seu sereque

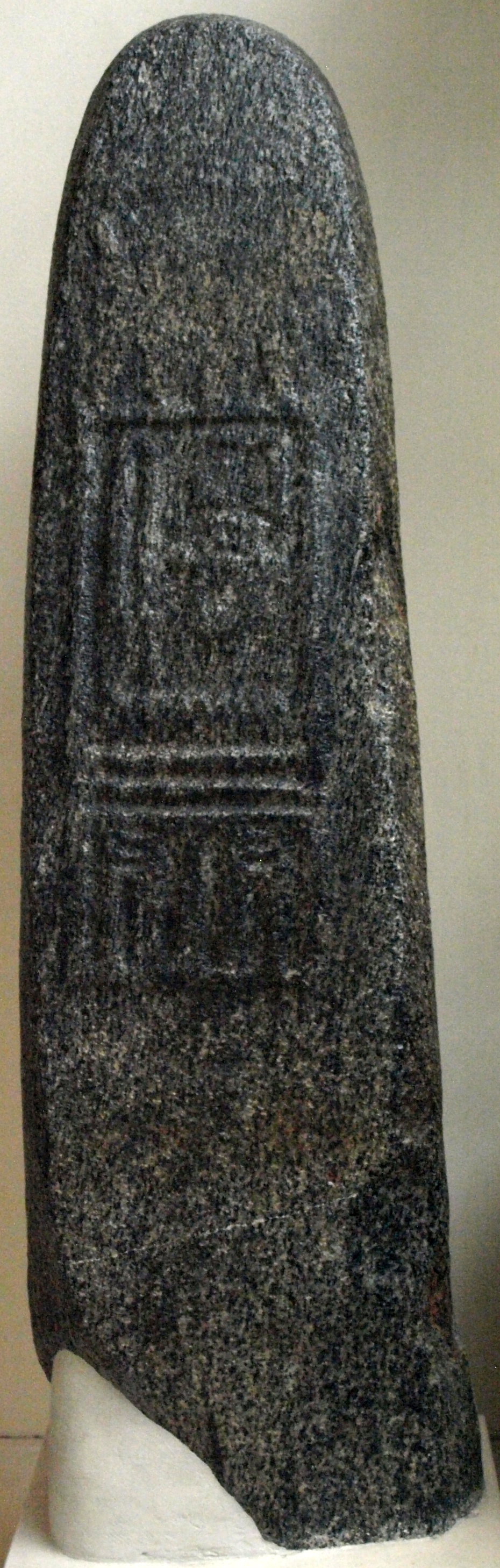
Estela de granodiorito de Peribessene, hoje no Museu Britânico

### Teorias religiosas unindo Peribessene e Sete

#### Velhas teorias
Uma teoria popular até meados do século XX, apoiada pelos egiptólogos Percy Newberry, Jaroslav Černý, Walter Bryan Emery e Bernhard Grdseloff, sustentava que Peribessene era um herege que procurava introduzir um nova fé monoteísta, com Sete como o único deus adorado. Achou-se que suas ações fossem semelhantes às do muito posterior Aquenatom, da XVIII dinastia, que exigira que os egípcios servissem apenas a Atom. Newberry propôs que os sacerdotes de Hórus e Sete lutaram entre si "à maneira de uma Guerra das Rosas" durante a segunda metade da II dinastia.
Tal teoria se pautou em três observações: que o nome "Peribessene" foi excluído de listas reais póstumas, que sua tumba foi destruída e saqueada durante a Antiguidade e, finalmente, que suas estelas, que exibiam o animal Sete, foram arranhadas com a clara intenção de apagá-lo. Egiptólogos levantaram a hipótese de que essas foram ações de oponentes religiosos à casta de sacerdotes setianos. Lauer e Firth confiaram na teoria do "herege Peribessene" para explicar a enorme quantidade de vasos de pedra inscritos com o nome de reis da I e II dinastias achados sob a Pirâmide de Djoser em sacos com selos de Quenerés e Djoser. Propuseram que Peribessene havia saqueado os túmulos de seus antecessores, seguidores de Hórus, e espalhado seus equipamentos funerários. Esses vasos foram reunidos no tesouro real no reinado de Quenerés após a reunificação do Egito e finalmente colocados sob a pirâmide de Djoser, num ato de devoção piedosa.

#### Teorias coetâneas
Hoje, tal teoria, assim como as conclusões de Lauer e Firth, é amplamente questionada. Evidência arqueológica de Peribessene foi achada quase inteiramente no Alto Egito. Em particular, seu nome não aparece nos registros do Baixo Egito que sobreviveram a partir desse ponto. Pensa-se que pode não ter governado todo o Egito e, portanto, não tinha autoridade para forçar uma mudança na religião. Outra evidência que argumenta contra é a porta falsa do sacerdote Xeri em Sacará, que ocupou o ofício no começo da IV dinastia. A inscrição liga o nome de Peribessene numa frase ao do pouco conhecido Setenés. De acordo com o adendo, Xeri era "superintendente de todos os sacerdotes uabe de Peribessene na necrópole de Setenés, em seu templo mortuário e em todos os outros lugares". Isso implica que o culto funerário de Peribessene continuou pelo menos até a IV dinastia, inconsistente com a suposição de que o nome de Peribessene não podia ser mencionado. Além disso, egiptólogos como Herman te Velde apontam que Xeri não foi o único sacerdote da IV dinastia a participar do culto funerário de Peribessene. Inquefe, possivelmente um irmão ou primo de Xeri, também possuía o título de "supervisor dos sacerdotes do Cá de Peribessene".
As impressões de selos achadas no túmulo de Peribessene em Abidos mostram várias divindades: As, Mim e Bastete, sugerindo sua veneração em seu reinado, o que depõe contra o faraó adorando um único deus ou promovendo o monoteísmo. A teoria de Newberry, Černý, Grdseloff e outros foi criada a partir de informações arqueológicas muito limitadas disponíveis durante suas vidas. A maioria das impressões em selos de argila ainda eram indecifradas e não traduzidas em seu tempo.
A sílaba egípcia sn significa "eles, deles", revelando claro plural. Te Velde e Sainte Fare Garnot estão convencidos de que usou o animal heráldico de Sete como patrono no sereque, mas também ligou seu nome a Hórus. Se for verdade, provaria que adorou ambos em pé de igualdade durante sua vida. Um significado no plural com ambiguidade religiosa não era incomum nos nomes dos faraós nas primeiras dinastias egípcias. Peribessene pode ter sido visto como encarnação viva de Hórus e Sete em igual medida, assim como seus predecessores no trono. Portanto, o seu nome pode realmente não mostrar interrupção na tradição sagrada. Como exemplos adicionais, os títulos das primeiras rainhas dinásticas usavam deidades padroeiras plurais, como "ela que tem permissão para ver Hórus e Sete" e "ela que carrega Hórus e Sete". Da mesma forma, o sereque incomum de Quenerés, o último governante da II dinastia, mostra as divindades juntas no topo do sereque. Hórus usa a Coroa Branca do Alto Egito e Sete usa a Coroa Vermelha do Baixo Egito. Os dois deuses são retratados um em frente ao outro num gesto de beijo. Este nome especial foi concebido para ilustrar a dupla encarnação do faraó como representante deles, com poder sobre todo o Egito. O nome de Quenerés pode ser interpretado como uma forma avançada do nome de sereque de Peribessene.
Os egiptólogos Ludwig David Morenz e Wolfgang Helck observam que o ataque direcionado aos animais Sete não ocorreu até o tempo do Reino Novo (r. 1550–1069 a.C.). O apagamento da quimera de Sete nas estelas da tumba de Peribessene foi atribuído à atividade logo após a sua morte pelos apoiadores da teoria "herética", mas novas descobertas sugeriram que a difamação ocorreu séculos depois. O historiador Dietrich Wildung afirma que a necrópole de Abidos não foi a única saqueada na Antiguidade: os túmulos de Sacará e Gizé também foram saqueados. Assim, conclui que qualquer ação específica contra um faraó em particular pode ser excluída.

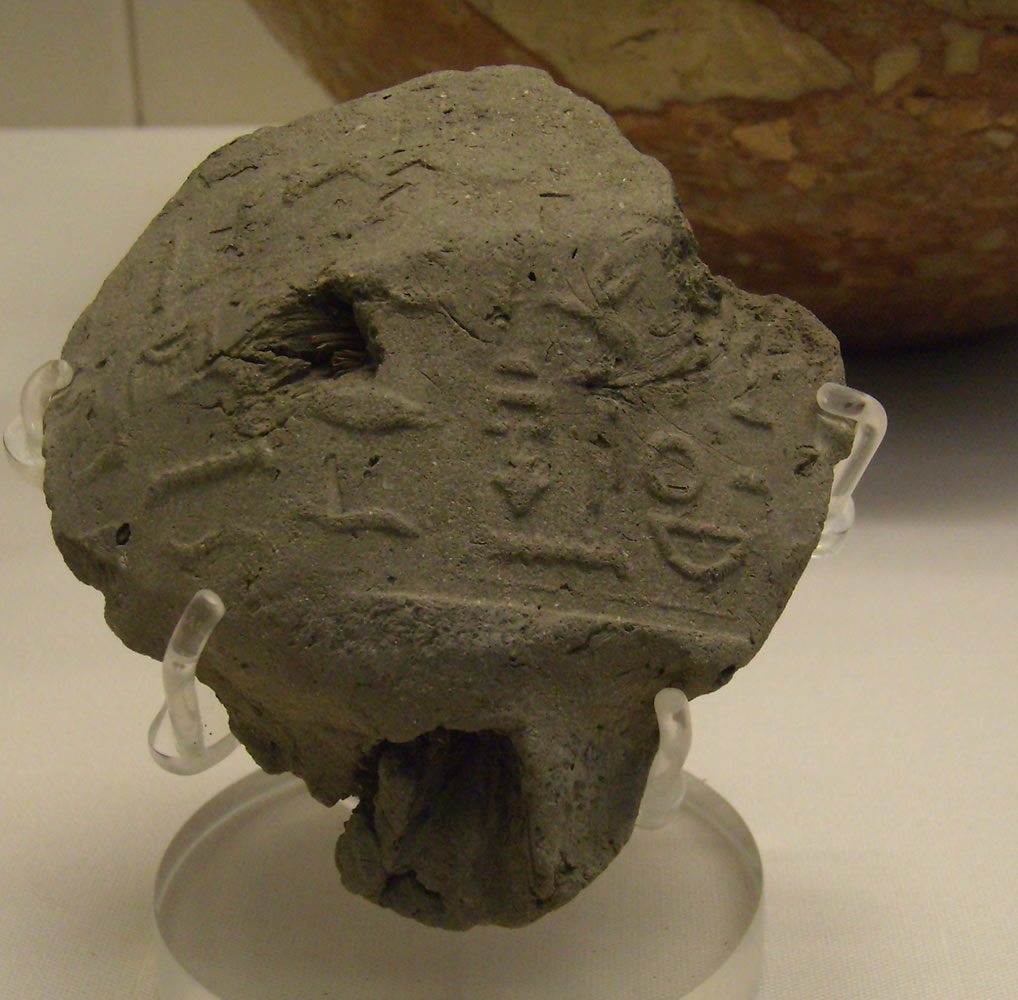
Impressão de sua tumba com a primeira frase egípcia completa conhecida

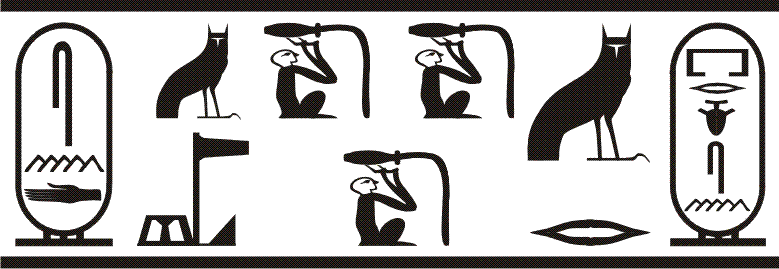
Inscrição na porta falsa da mastaba de Xeri

### Teorias políticas
As teorias anteriores de Newberry, Černý e Grdseloff disseram que o Estado de Peribessene sofreu várias guerras civis, de origem econômica ou política. Se foi responsabilizado pela miséria no passado, isso poderia explicar por que as listas de reis posteriores excluíram-o. Em contraste, teorias mais recentes agora sustentam que, se o reino estava dividido, a divisão aconteceu pacificamente. Egiptólogos como Michael Rice, Francesco Tiradritti e Wolfgang Helck apontam para os mastabas, outrora palacianos e bem preservados, em Sacará e Abidos, pertencentes ao alto oficialato como Ruabene e Nefer-Seteque. Tudo isso é datado do tempo de Binótris ao de Quenerés. Os egiptólogos consideram o registro arqueológico da condição dos mastabas e a arquitetura original como prova de que os cultos funerários para faraós e nobres ocorreram com sucesso por toda a dinastia. Se verdadeira, sua preservação é inconsistente com a teoria das guerras civis e dos problemas econômicos durante o reinado de Peribessene. Rice, Tiradritti e Helck pensam que Binótris decidiu deixar um reino dividido por razões privadas ou políticas e que a divisão foi uma formalidade sustentada pelos faraós da II dinastia.
A origem da divisão política é desconhecida. Pode ter acontecido no início do governo de Peribessene ou pouco antes. Como escolheu a divindade Sete como seu novo patrono do trono, os egiptólogos são da opinião de que era um chefe de Tinis ou um príncipe da casa real tinita. Essa teoria baseia-se em Sete ser uma divindade de origem tinita, o que explicaria a escolha: sua mudança de nome pode ter sido nada mais que uma propaganda política (e religiosa) inteligente. Pensa-se que ganhou o trono tinita e governou apenas o Alto Egito, enquanto outros governantes ocuparam o trono menfita e governaram o Baixo Egito.

## Identidade
Os egiptólogos Walter Bryan Emery, Kathryn A. Bard e Flinders Petrie acreditam que também era conhecido como Sequemibe, outro governante da II dinastia que havia ligado seu nome ao deus Hórus e cujos selos foram achados na entrada do túmulo de Peribessene. Sua tumba, porém, ainda não foi encontrada.

Fragmento de um vaso com seu nome

Essa teoria é discutível; Hermann Alexander Schlögl, Wolfgang Helck, Peter Kaplony e Jochem Kahl argumentam que os selos de argila só foram encontrados na área de entrada da tumba de Peribessene e nenhum deles descreve os nomes de Peribessene e Sequemibe juntos numa inscrição. Além disso, observam que era costume um faraó enterrar seu antecessor e selar sua tumba; a presença dos selos de Sequemibe mostra a linha da herança dinástica. Inferências semelhantes podem ser extraídas das tábuas de marfim de Boco encontradas na entrada da tumba de Bienequés e dos selos de argila de Djoser encontrados na entrada da tumba de Quenerés. Schlögl, Helck, Kaplony e Kahl estão convencidos de que a descoberta dos selos de Sequemibe apoia a visão de que Sucedeu e sepultou Peribessene.
Os estudiosos Toby Wilkinson e Helck acreditam que Peribessene e Sequemibe poderiam estar relacionados. Sua teoria é baseada nas inscrições dos vasos de pedra e nas impressões dos selos que mostram fortes semelhanças em sua tipografia e gramática. Os vasos de Peribessene mostram a notação ini-setjete ("homenagem ao povo de Setroé"), enquanto as inscrições de Sequemibe têm a notação ini-casute ("homenagem aos nômades do deserto"). Uma indicação adicional de que estavam relacionados pode ser seus sereques, pois ambos usaram as sílabas "Per" e "ibe" em seus nomes.
 
A inscrição da porta falsa de Xeri pode indicar que era idêntico a Peribessene e que o nome "Setenés" foi levado às listas reais, pois não foi permitido mencionar um nome de Sete. Em contraste, Dietrich Wildung e Wolfgang Helck identificam Peribessene com o nome do cartucho raméssida, Uadjenes. Acham que é possível que o nome Per-ibe-sene tenha sido interpretado erroneamente a partir de uma inscrição hierárquica desleixada de Wadje-sene.

### Apoiantes da teoria do reino dividido

Fragmento de selo com o nome do selador Niebequenebe e Peribessene

Os egiptólogos Wolfgang Helck, Nicolas Grimal, Hermann Alexander Schlögl e Francesco Tiradritti acreditam que Binótris, o terceiro governante da II dinastia e predecessor de Peribessene, governava um Egito que sofria de uma administração estatal excessivamente complexa. Por isso, decidiu dividir o Egito para deixar para dois sucessores escolhidos que governariam dois reinos separados, na esperança de que a administração do estado pudesse melhorar. Evidências arqueológicas, como selos de argila impressos e jarros inscritos, parecem apoiar a alegação de que Peribessene governou apenas no Alto Egito. Um grande número deles foi encontrado em Abidos, Nacada e em Elefantina, com apenas um único selo de argila com seu nome encontrado no Baixo Egito, em Beite Calafe. Os historiadores pensam que seu reino se estenderia de Nacada à ilha de Elephantine. O resto do Egito teria, portanto, sido controlado por um governante diferente e coexistente.
O egiptólogo Dimitri B. Proussakov apoia sua teoria com anotações na famosa Pedra de Palermo, referente aos eventos anuais de Binótris. A partir do evento do décimo segundo ano, "O rei do Alto e Baixo Egito aparece" foi alterado para "O rei do Baixo Egito aparece". Proussakov vê isso como uma forte indicação de que o poder de Binótris sobre o Egito havia diminuído. Os egiptólogos comparam a situação à de Bienequés, um dos últimos governantes da I dinastia. Quando morreu, reclamantes obscuros apareceram e lutaram pelo trono do Egito. As lutas atingiram o ápice com a pilhagem do cemitério real em Abidos, após o que o cemitério foi abandonado e Sacará se tornou o novo local de sepultamento real. O conflito terminou com a ascensão de Boco, o fundador da II dinastia.
Barbara Bell, outra estudiosa, acredita que uma catástrofe econômica, como fome ou seca prolongada, afetou o Egito. Para resolver melhor o problema de alimentar a população, Binótris dividiu o reino em dois e seus sucessores fundaram dois reinos independentes, talvez com a intenção de se reunir após a fome. Bell aponta para as inscrições da Pedra de Palermo, onde, na sua opinião, os registros das inundações anuais do Nilo mostram níveis constantemente baixos durante esse período. A teoria de Bell é refutada hoje por egiptólogos como Stephan Seidlmayer, que afirma que seus cálculos estavam incorretos. Seidlmayer mostrou que as inundações anuais do Nilo estavam em níveis usuais do tempo de Binótris ao Reino Antigo (2686–2160 a.C.). Bell ignorou que as alturas das inundações do Nilo na inscrição da Pedra de Palermo levam em consideração as medidas dos nilômetros em torno de Mênfis, mas não em outros lugares ao longo do rio. Uma seca em todo o estado era improvável.

### Oponentes da teoria do reino dividido
Estudiosos como Herman TeVelde, I. E. S. Edwards e Toby Wilkinson acreditam que a inscrição da famosa Pedra Anal da Quinta Dinastia, uma laje de olivina-basalto preta que exibe uma lista de reis muito detalhada, também argumenta contra a divisão do reino. Na pedra, os faráos são listados pelo nome de Hórus, nome de ouro, nome de cartucho e, finalmente, o nome de sua mãe real. As listas também contêm janelas retangulares, apresentando eventos anuais desde o dia da coroação do faraó até sua morte. Os fragmentos mais famosos da pedra são chamados de Pedra de Palermo e Pedra do Cairo. Na Pedra do Cairo, na linha IV, os últimos nove anos de Binótris são preservados (mas na maior parte das janelas estão ilegíveis agora). A data da morte de Binótris é seguida por um novo faraó. Investigações recentes revelam que o sereque desse novo faraó é encimado por um animal de quatro patas, não pelo falcão de Hórus. Como o único animal sereque heráldico de quatro patas no início do Egito era a quimera do deus Sete, apesar de discordância apaixonada, o governante indicado provavelmente será Peribessene. Egiptólogos como TeVelde, Barta e Edwards não concordam; Peribessene pode não ter sido o único com um nome Sete. Os eventos do ano sob Binótris mostram referências crescentes a Sete, sugerindo que a tradição do nome de Hórus como o único nome dos reis já pode ter evoluído. A ascensão de um faraó aliado a Sete não foi surpreendente. TeVelde, Barta e Edwards pensam que, além de Peribessene, Uadjenes, Nubenefer ou Setenés também poderiam ser reis de Sete; um deles certamente era o verdadeiro sucessor direto de Binótris. A quantidade relativamente grande de achados arqueológicos do reinado de Peribessene contradiz a breve duração estimada do governo, de apenas 10 a 12 anos, como apresentado na Pedra Anal. A Pedra Anal não dá absolutamente nenhuma indicação de uma divisão. Barta, TeVelde, Wilkinson e Edwards argumentam que a teoria da divisão do estado é insustentável. Uma reorganização administrativa ou divisão nas seitas do sacerdócio é mais provável.

### Realizações
Durante seu tempo no trono, Peribessene fundou um centro administrativo chamado "A Casa Branca do Tesouro", bem como uma nova residência real, chamada "proteção de Nubete", localizada perto de Ombo ("Nubete" é o antigo nome egípcio de Nacada). Os títulos administrativos de escribas, porta-selos e superintendentes foram ajustados para corresponder à administração estatal burocrática dividida. Por exemplo, títulos como "selador do rei" foram alterados para "selador do rei do Alto Egito". Essa reforma burocrática pode indicar uma tentativa de limitar o poder desses funcionários, mais uma evidência para uma administração estadual inchada e pesada sob Binótris.
O sistema de administração de Peribessene e Sequemibe tinha uma hierarquia clara e bem definida; como exemplo, do mais alto para o mais baixo: Casa do Tesouro (real e, portanto, da mais alta posição) → escritório de pensão → propriedade → vinhedos → vinhedo privado (propriedade dos cidadãos e, portanto, de mais baixa posição). Quenerés, o último faraó da II dinastia, conseguiu reunificar a administração estatal do Egito e, portanto, unir todo o Egito Antigo. Ele colocou as duas casas do tesouro do Egito sob o controle da "Casa do Rei", trazendo-as para um novo centro de administração único.
Peribessene também fundou edifícios reais como Per-Nubete ("casa de Ombo") e Per-Medjede ("casa de reuniões") e criou várias cidades de importância econômica. Seus nomes, Afenute ("cidade dos fabricantes de toucas"), Nebeje ("cidade dos protetores"), Abete-Dexerete ("cidade dos jarros de granito vermelho") e Huje-Setejete ("cidade dos asiáticos") são mencionado em numerosos selos de argila ao lado de seu sereque, frequentemente precedido pela frase "visita do rei em ...". As inscrições em vasos de pedra também mencionam um "ini-setejete" ("tributo do povo de Setroé"), o que pode indicar que fundou um centro de culto à divindade Sete no delta do Nilo. Isso pode sugerir que governou todo o Egito, ou, pelo menos, que foi aceito como faraó em todo o Egito.
Um oficial do reinado de Peribessene, Nefer-Seteque ("Sete é bonito"), o "sacerdote uabe do rei", é conhecido pelos egiptólogos por sua estela. Seu nome pode destacar a aparição e a popularidade de Sete como uma divindade real. Na tumba de Peribessene em Abidos, foram encontrados selos de argila que demonstram a primeira frase completa escrita na história egípcia registrada. A inscrição diz:
| “ | "O dourado / Aquele de Ombo unificou / entregou os dois reinos para seu filho, o faraó do Baixo e Alto Egito, Peribessene". | ” |

O título "O dourado", também lido como "Aquele de Ombo", é considerado pelos egiptólogos como uma forma religiosa de dirigir-se à divindade Sete.

### Mudanças religiosas
Apesar de seu alinhamento com Sete, numerosas divindades eram adoradas pela população sob Peribessene. Numerosas impressões de selos de argila e inscrições em jarras mencionam os deuses Axe, Hórus, Necbete, Mim, Bastete e Querti. As representações das divindades são seguidas pelo nome do local ou cidade onde tinham seu principal centro de culto. Na Pedra do Cairo, uma estátua de Axe e um fetiche de Sete são creditados a Peribessene, complementando as impressões do selo de argila. Curiosamente, várias impressões de selos mostram um disco solar sobre a quimera de Sete no topo do sereque real: o antigo símbolo do deus Rá. Não há provas arqueológicas de que o deus Rá fizesse parte do panteão egípcio naquela época; a aparição do disco pode ser a primeira evidência do culto ao sol em evolução e da mudança teísta. O disco solar aparece em conexão com um dos patronos do Estado (por exemplo, sob o antecessor de Peribesene, Queco, o sol estava conectado a Hórus); sob Peribessene, estava conectado a Sete. Sob o Quenerés, o sol finalmente recebeu seu próprio nome (Rá) e, no momento da mudança do trono entre Quenerés e Djoser, vários sacerdotes e oficiais também associaram seu nome a Rá.

### Governantes do Alto e Baixo Egito
Historiadores egípcios como Helck, Tiradritti, Schlögl, Emery e Grimal estão convencidos de que Peribessene era cogovernante. A investigação sobre os governantes do Baixo Egito está em andamento. As listas reais raméssidas diferem em sua ordem de nomes de Setenés em diante. A Tabuleta de Sacará e o Cânone de Turim refletem as tradições menfitas, que apenas permitiam mencionar os menfitas. A Lista Real de Abidos reflete, ao contrário, as tradições tinitas e, portanto, apenas os tinitas aparecem nessa lista. Até Setenés, todas as listas estão de acordo. Depois dele, Sacará e Turim mencionam três faraós como sucessores: Neferquerés I, Sesócris e Hudjefa I. Abidos avança para Quenerés, chamando-o de "Djadjai". As discrepâncias são consideradas pelos egiptólogos como o resultado da divisão do Egito durante a II dinastia.
Achados contraditórios adicionais são os nomes de Hórus e Nebeti descobertos na Grande Galeria do Sul, na necrópole de Djoser em Sacará. As inscrições em vasos de pedra mencionam Nubenefer, Uenegue, Hórus Bá, Hórus Pássaro e Hórus Sá; cada uma deles é mencionada apenas algumas vezes, sugerindo que seus reinados foram curtos. Uenegue pode ser idêntico ao nome raméssida Uadjenes. Mas reis como "Nubenefer", "Pássaro" e "Sá" continuam sendo um mistério. Nunca aparecem em nenhum outro lugar e o número de objetos sobreviventes de suas vidas é muito limitado. Schlögl, Helck e Peter Kaplony postulam que Nubenefer, Sá e Pássaro eram contemporâneos de Peribessene e Sequemibe e governavam o Baixo Egito, enquanto os dois últimos governavam o Alto Egito.

## Tumba de Peribessene

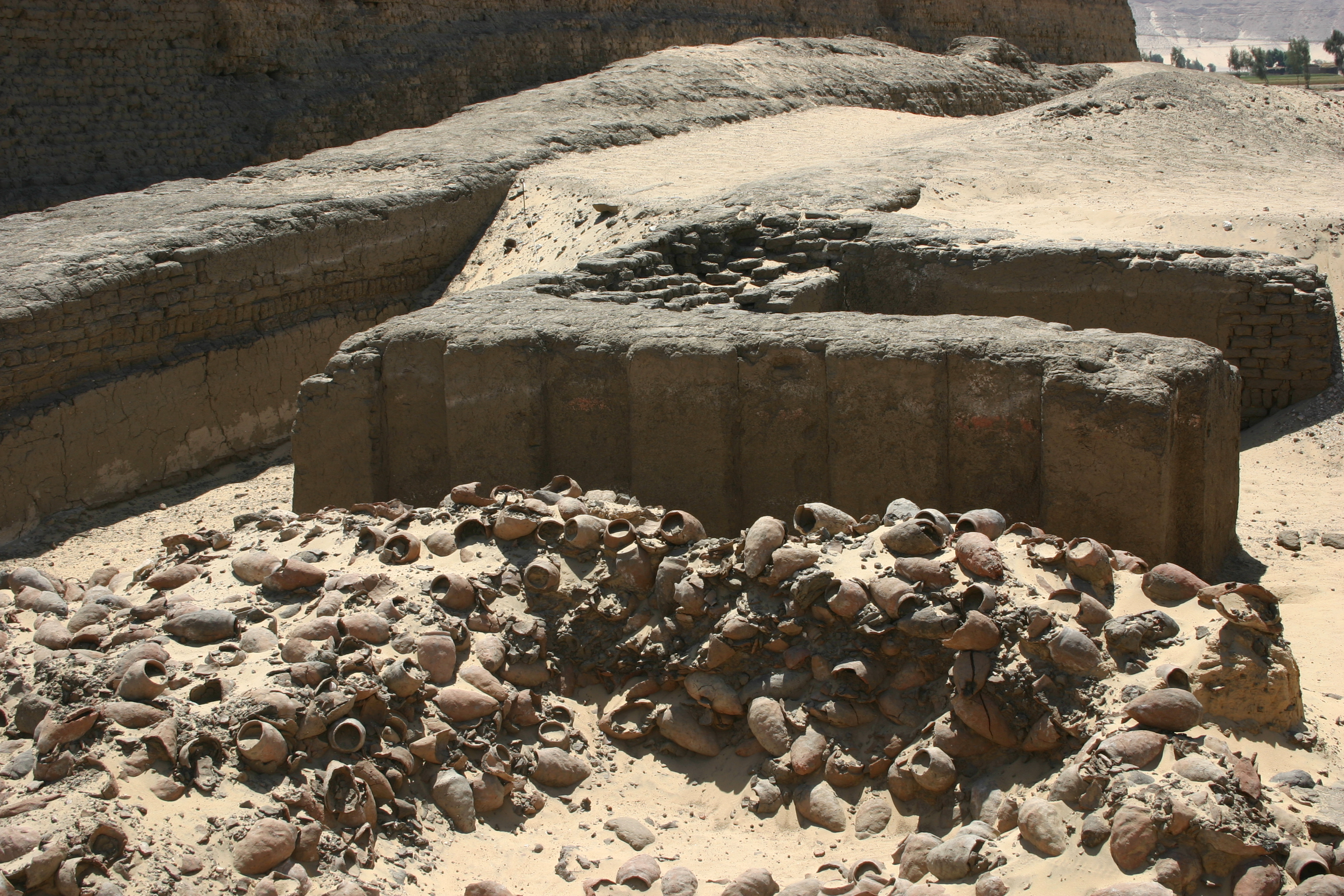
Vasos do recinto

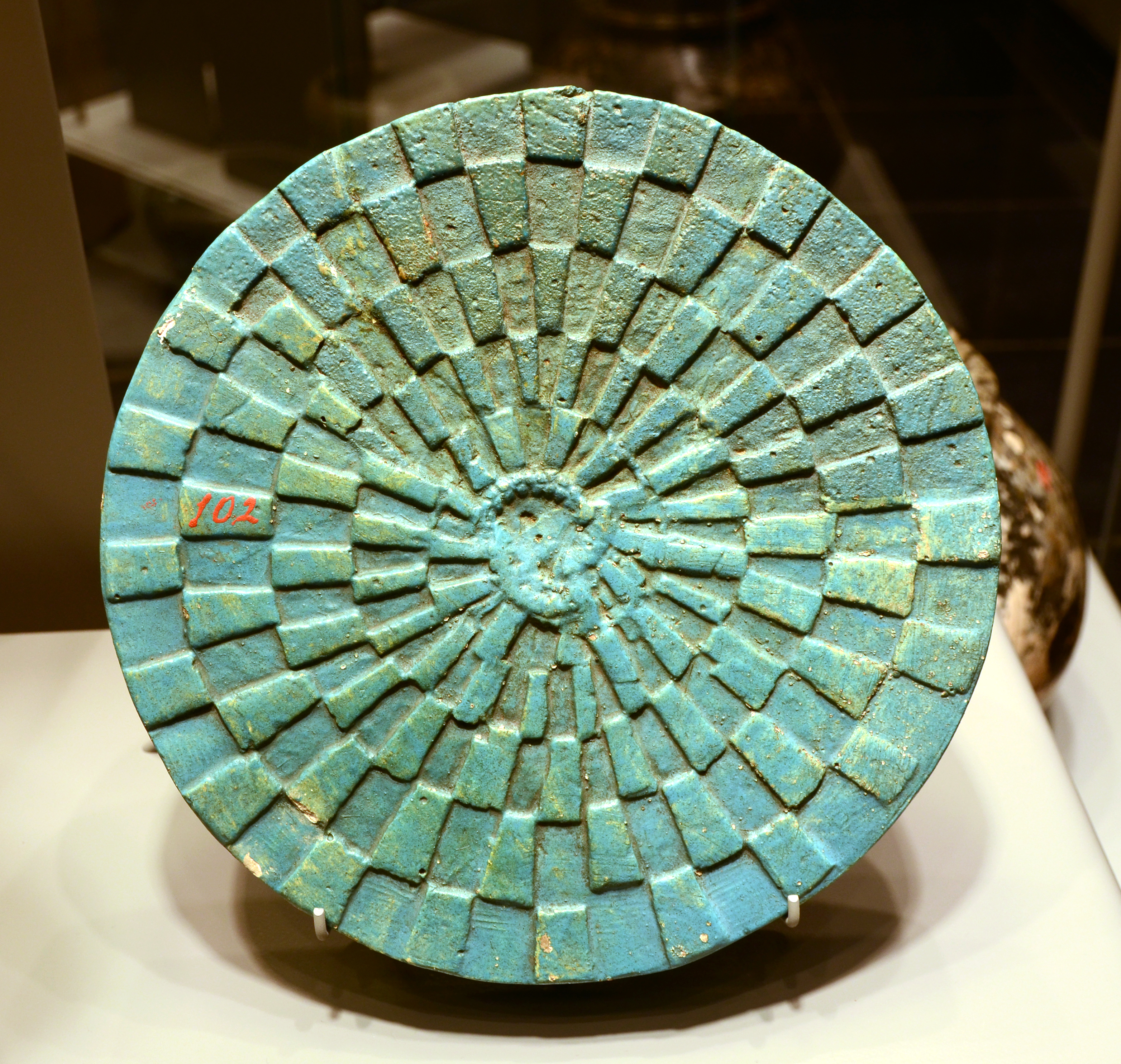
Tabuleiro de mehen achado na tumba, hoje no Louvre

Peribessene foi enterrado na Tumba P do cemitério real em Umel Caabe, perto de Abidos. A primeira escavação da tumba começou em 1898, sob a supervisão do arqueólogo francês e egiptólogo Émile Amélineau. Essa primeira incursão foi seguida por escavações em 1901 e 1902, sob a supervisão do arqueólogo britânico Sir William Matthew Flinders Petrie. A exploração adicional da tumba foi realizada em 1928 pelo egiptólogo suíço Edouard Naville.
A construção da tumba é simples e, comparada ao tamanho de outras tumbas reais na mesma área, surpreendentemente pequena. Pro projetada a partir do túmulo de Quenquenés (terceiro faraó da I dinastia), considerado o 'Túmulo de Osíris' do Reino Médio (2055–1650 a.C.). A arquitetura é semelhante ao palácio residencial. Mede 16 metros x 13 metros e compreende três estruturas independentes aninhadas uma à outra: no centro está a câmara mortuária principal, medindo 7,3 metros x 2,9 metros, feita feito de tijolos de barro, juncos e madeira. Nos lados norte, leste e oeste, a câmara funerária é cercada por nove pequenos depósitos que levam um ao outro; na face sul, há uma longa antecâmara. Uma passagem corre entre as estruturas internas e a parede externa.
Escavações sob a supervisão do Instituto Arqueológico Alemão do Cairo (DAIK) em 2001 e 2004 revelaram que a tumba havia sido erguida e concluída com muita pressa. Os trabalhos de construção ocorreram numa única fase; as paredes estavam grudadas; e o monumento entrou em colapso várias vezes ao longo dos séculos. Durante o Reino Médio, foi restaurada pelo menos duas vezes juntamente com a tumba de Quenquenés, que se pensava ser a de Osíris.

### Achados
A tumba havia sido extensamente pilhada por ladrões durante a Antiguidade, mas ainda havia numerosos vasos de pedra e jarros de barro. Alguns dos vasos tinham aros revestidos de cobre e são semelhantes aos achados mais conhecidos do túmulo de Quenerés. Vasos de governantes anteriores, como Binótris e Boco, também foram encontrados. Contas e pulseiras de faiança e cornalina e ferramentas de cobre foram escavadas. Resultados especiais incluem uma agulha de prata gravada com o nome do rei Atótis e fragmentos de selos de argila com o nome de Sequemibe. As duas estelas de pedra da entrada, comuns às câmaras funerárias da II e II dinastias, estão agora em exibição em dois museus diferentes.

### Recinto funerário real
Um recinto funerário real feito de tijolos de barro foi encontrado próximo ao túmulo. Os selos de argila com o sereque de Peribessene estavam localizados perto da entrada leste e dentro de um santuário destruído. As descobertas corroboram a opinião de que o prédio fazia parte do local do enterro de Peribessene. O recinto funerário é conhecido como "Forte Médio". Isso foi descoberto pela primeira vez em 1904, sob a supervisão do arqueólogo canadense Charles Trick Currelly e do egiptólogo britânico Edward Russell Ayrton. A parede do recinto estava localizada no lado noroeste do recinto funerário de Quenerés, "Xunete Zebibe" ("celeiro de passas"). O de Peribessene mede 108 metros x 55 metros e abrigava apenas alguns edifícios de culto. O recinto possui três entradas: uma para o leste, uma para o sul e uma para o norte. Um pequeno santuário, medindo 12,3 metros x 9,75 metros, estava localizado no canto sudeste do recinto. Era uma vez composto por três pequenas capelas. Nenhum túmulo subsidiário foi encontrado.